# Wandelroute GRP127

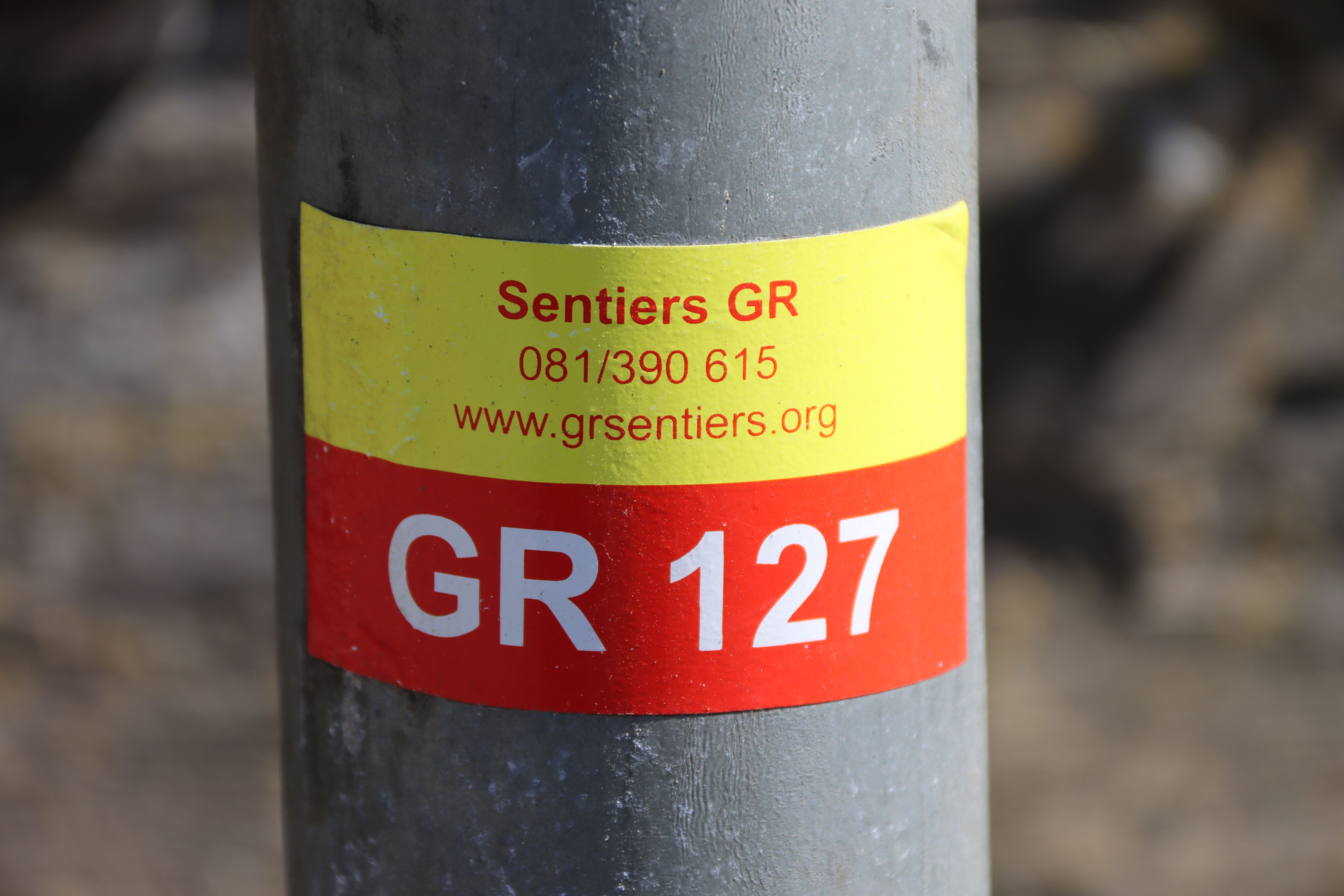
De GRP127 aan de Abdij van Villers

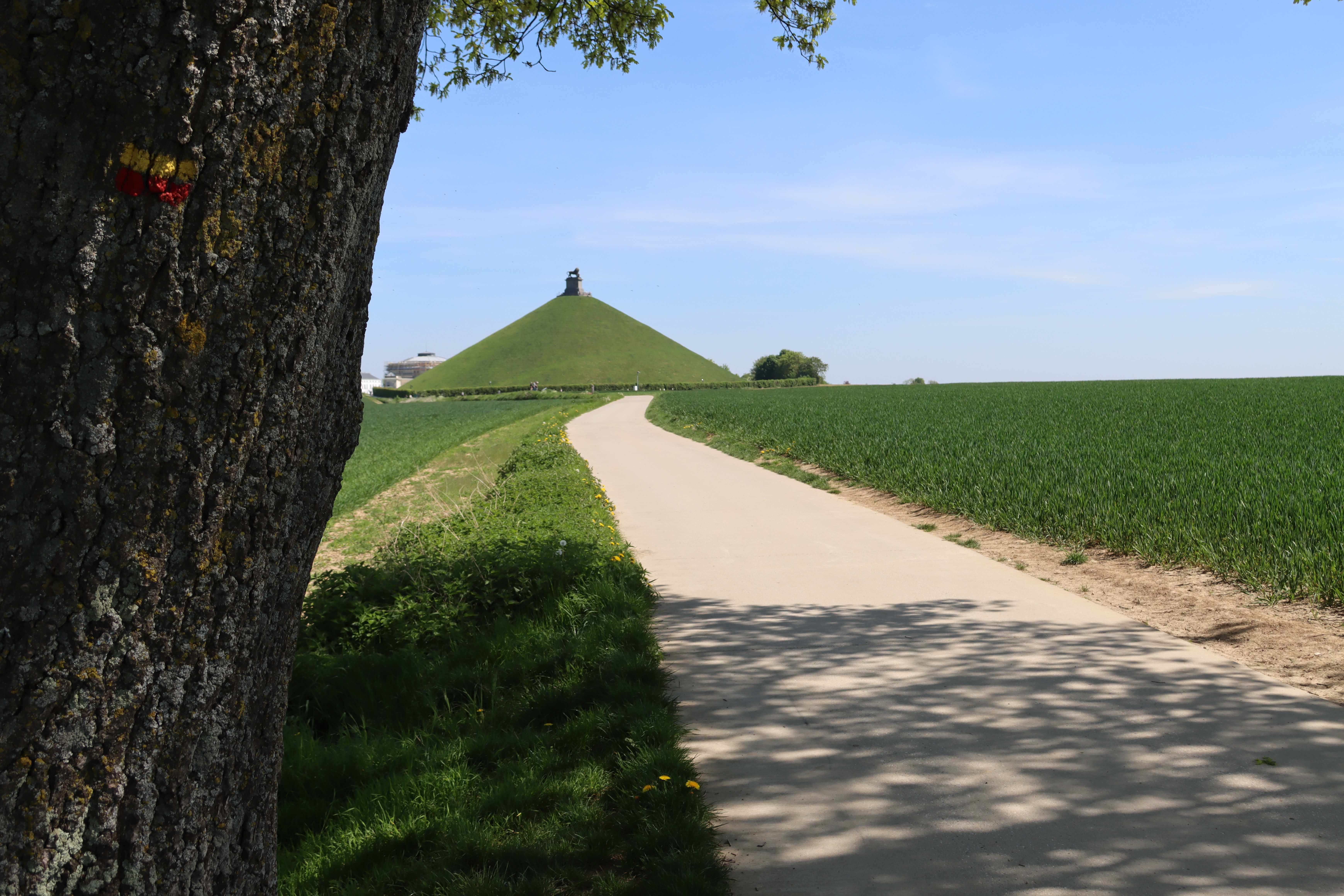
De GRP127 aan de Leeuw van Waterloo

De wandelroute GRP127, als streekpad (GRP, Streek-GR) ook wel aangeduid als Tour du Brabant Wallon, is in totaal 266 kilometer lang en loopt in lusvorm door Waals-Brabant van Waver tot Waver, onder andere langs de Leeuw van Waterloo en de Abdij van Villers.